# Zdbowo (osada)
Zdbowo – osada w Polsce, położona w województwie zachodniopomorskim, w powiecie wałeckim, w gminie Tuczno.
W latach 1975–1998 miejscowość administracyjnie należała do województwa pilskiego.